# Angel (actrice pornographique)
Pour les articles homonymes, voir Angel.
Angel est le nom de scène d'une actrice pornographique américaine née le 7 décembre 1966 et également connue sous le nom de Jennifer James, sous lequel elle a été désignée comme Pet of the month du magazine Penthouse en octobre 1985.

## Récompenses
- 1986 : AVN Award Meilleure révélation féminine (Best New Starlet)[3]

## Filmographie succincte
- Angel of the Night (1985)
- Blonde Heat (1985)
- Hot Blooded (1985)
- For Your Thighs Only (1985)
- Three Faces Of Angel (1986)
- Honky Tonk Angels (1988)
- Only The Best Of Women With Women (1988)
- Lost Angel (1989)